# Коллинг (озеро)
Коллинг (англ. Calling Lake) — озеро в центральной части провинции Альберта (Канада).

## География
Озеро расположено на 200 км севернее города Эдмонтона. Общая площадь — 138 км², глубина до 18 метров. Питание в основном из реки Рок-Айленд (дренирующей одноимённое озеро), впадающей в северную часть озера Коллинг, а также от ручьев, впадающих в озеро с запада и востока. Сток из южной части озера по одноимённой реке Коллинг, через 25 километров впадающей в реку Атабаска (бассейн реки Маккензи). На юго-восточном берегу озера расположен посёлок Коллинг-Лейк. Ближайший крупный населённый пункт — город Атабаска, расположенный на 55 километров южнее.

## Туризм
В 1971 году на южном берегу озера был создан провинциальный парк Коллинг-Лейк площадью 741 гектар. Для туристов имеются места для кемпингов, песчаный пляж. Доступны водные виды спорта — плавание, парусный спорт, водные лыжи, гребля на каноэ и байдарках, виндсёрфинг. Плавание на катерах разрешено почти по всему озеру, но в отдельных местах существует ограничение на скорость движения (до 12 км/час и менее), а в некоторых местах оно совсем запрещено. Спортивное рыболовство на озёрного сига, судака, жёлтого окуня и щуку.

## Название
Коллинг — это перевод с языка кри. Означает громкий треск лопнувшего льда.